# Hacksteak

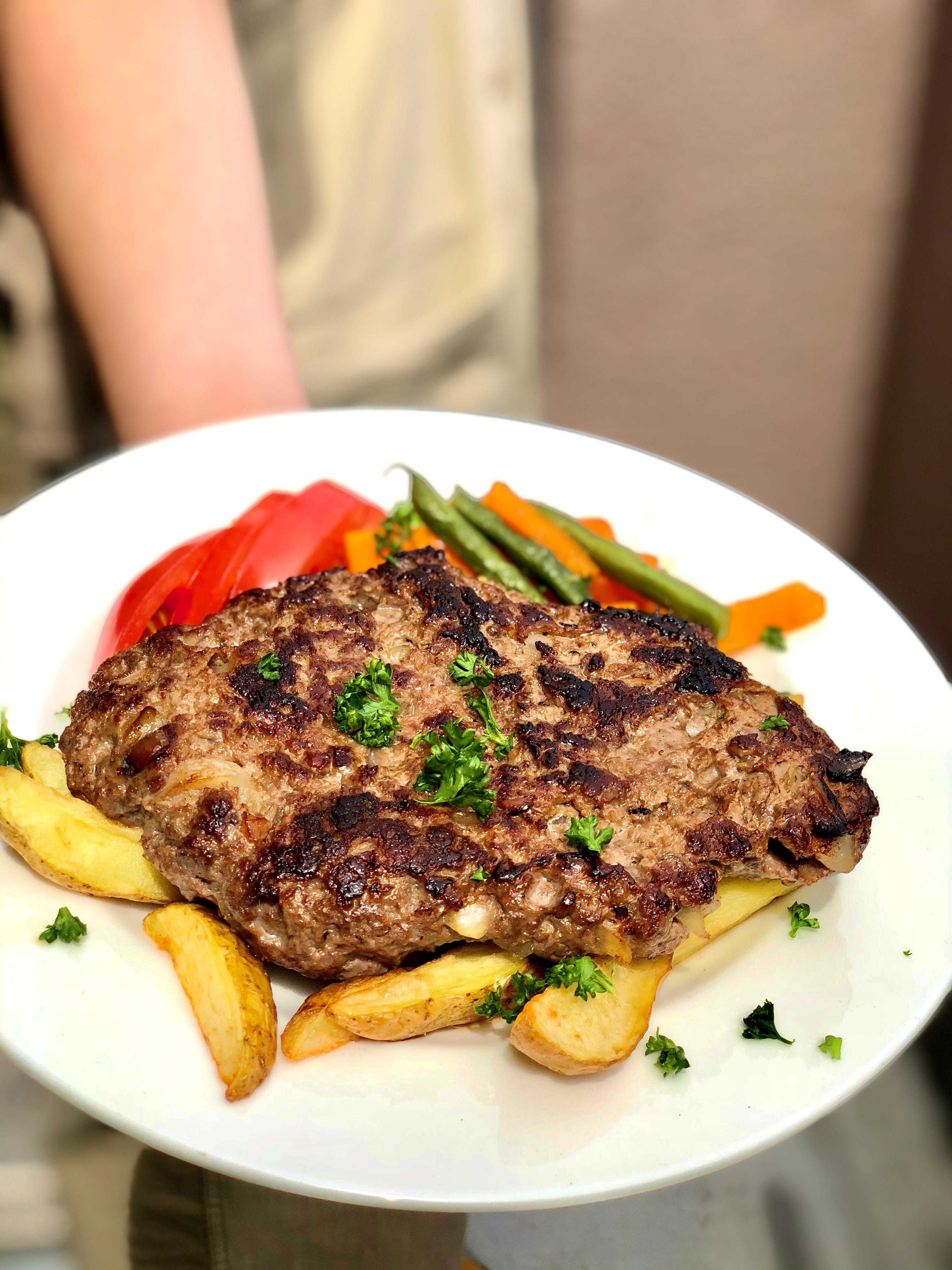
Hacksteak mit Beilagen

Ein Hacksteak, Hackbeefsteak oder Deutsches Beefsteak (Beefsteak haché) ist ein im Aussehen dem Steak ähnliches Gericht aus Hackfleisch. Nach einem Standardwerk für Köche müssen Hacksteaks, die in Handel und Gastronomie angeboten werden, mindestens 80 % Fleisch enthalten. Als Beefsteak bezeichnet man eine gebratene Scheibe (engl. Steak) von Rindfleisch (engl. Beef), das zuvor haschiert wurde.
Die Hackmasse wird häufig aus Schweinefleisch und Rindfleisch zubereitet. Als Binde- und Lockerungsmittel wird Weißbrot (oder Paniermehl) und Ei verwendet. Das Fleisch wird zu flachen runden Portionsstücken von 100 bis 150 Gramm geformt und in heißem Fett gebraten. Frikadellen sind dagegen meist oval geformt und können einen geringeren Fleischanteil haben.
Nach der im Deutschen Lebensmittelbuch zusammengefassten deutschen Verkehrsauffassung handelt es sich jeweils um geformt portionierte Erzeugnisse aus meistens gewolftem Rinder- oder Schweinegehackten zum Kurzbraten oder Grillen, das ohne Brät und nicht umgerötet ist und dem Gewürze, Binde- und Auflockerungsmittel und eventuell Zwiebeln zugegeben wurden. Während das Ausgangsmaterial für Hacksteak auch grob entfettetes Schweinefleisch sein kann, darf zu Deutschem Beefsteak oder Hackbeefsteak nur grob entsehntes oder sehnenarmes Rindfleisch verwendet werden. Letztgenannte müssen höhere Anteile an Fleischeiweiß enthalten als Hacksteak, während für Frikadellen (oder Bouletten, Fleischpflanzerl, Fleischklopse, Hackbraten und ähnliche) deutlich geringe Anteile an Fleischeiweiß erwartet werden und höhere Anteile an Stärke statthaft sind.
In der griechischen Küche wird mit Feta gefülltes Hackfleisch vom Rind oder vom Lamm (Bifteki) in Steakform auf einem Holzfeuergrill gebraten. Das Hack wird mit Piment, Oregano, rosenscharfem Paprikapulver und Kreuzkümmel gewürzt und mit Zwiebel- und Knoblauchwürfeln angereichert. Es wird mit Tzatziki gereicht.
Im Lebensmittel-Einzelhandel wird abweichend davon oft auch pfannenfertig gewürztes und mariniertes Schweine-Bifteki angeboten.